# Гауди (Авелино)
Гауди је насеље у Италији у округу Авелино, региону Кампанија.
Према процени из 2011. у насељу је живело 82 становника. Насеље се налази на надморској висини од 446 м.